# Roman Jabłonowski

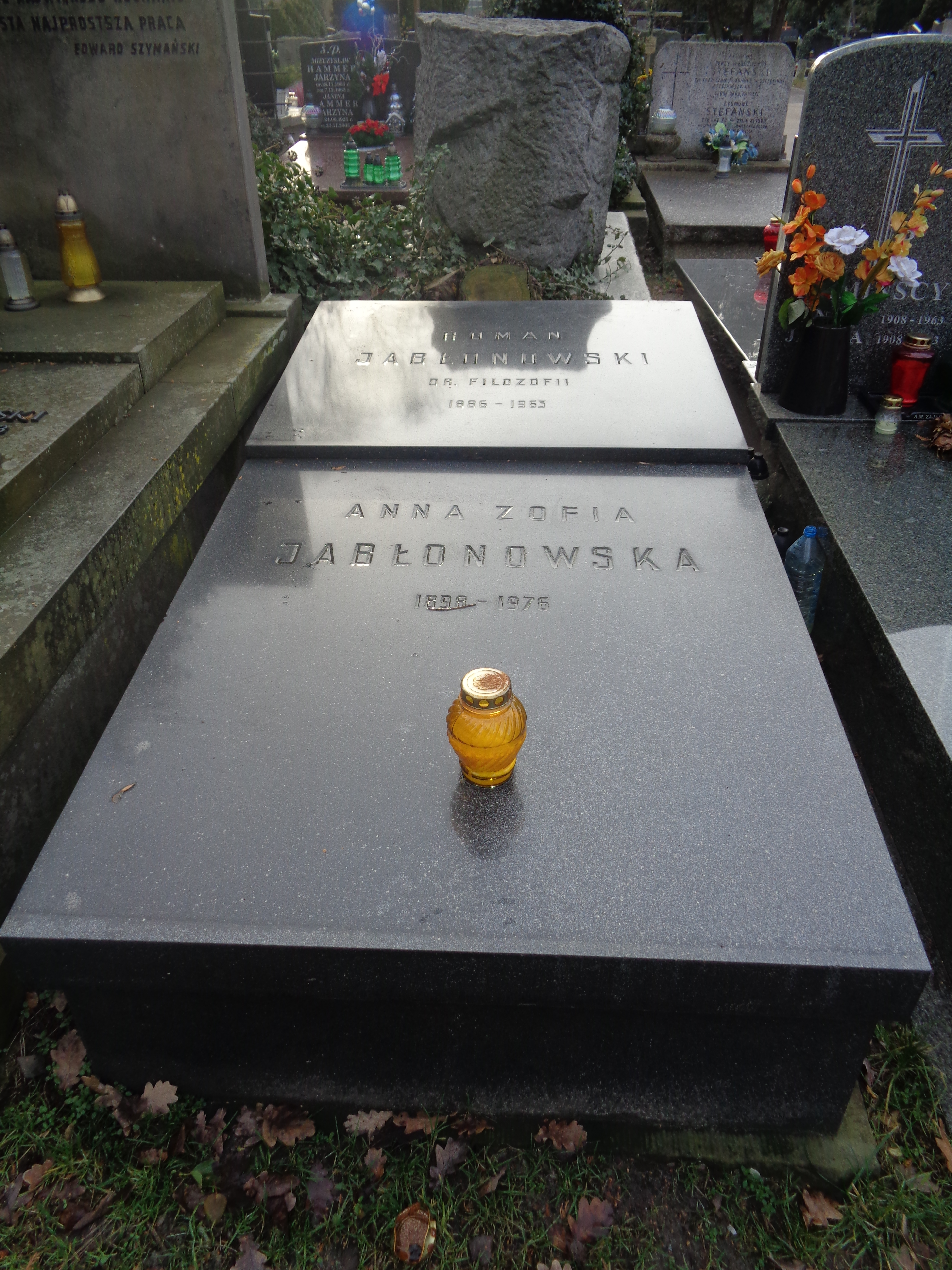
Grób Romana Jabłonowskiego na Cmentarzu Wojskowym na Powązkach

Roman Jan Jabłonowski pseud. Gruszecki (ur. 9 sierpnia 1886 w Siwkach, zm. 3 lipca 1963 w Warszawie) – działacz socjalistyczny i komunistyczny, publicysta, członek KC KPP i kierownik Centralnego Wydziału Rolnego KPP od 1922, wiceprzewodniczący Zarządu Głównego Związku Pracowników Ubezpieczeniowych 1931-1933, sekretarz generalny Związku Zawodowego Bankowców i Ubezpieczeniowców 1945-1947.

## Życiorys
Po ukończeniu łomżyńskiego gimnazjum studiował na wydziale matematyki i fizyki UJ, gdzie w 1912 uzyskał doktorat. W 1914 ukończył studium ubezpieczeniowe w Wiedniu. Od 1905 członek PPS, po rozłamie w partii w 1906 działacz PPS-Lewicy, członek jej sekcji krakowskiej. Uczestnik II Konferencji Krajowej PPS-Lewicy w Warszawie w X 1910 i w II Zjeździe partii w Opawie IV 1912. Członek zarządu Oddziału Zagranicznego PPS-Lewicy od 1913. Od 1915 w Charkowie, gdzie w 1917 zorganizował Zjednoczenie Socjalistyczne Polskie i wstąpił do Rady Delegatów Robotniczych i Żołnierskich, opowiadając się za bolszewikami. Od grudnia 1917 kierownik Wydziału Ogólnego Komisariatu Polskiego. Na konferencji PPS-Lewicy w Charkowie został wybrany do Centralnego Komitetu Robotniczego PPS-Lewicy na Ukrainę. Od końca lipca 1918 w Warszawie, gdzie w grudniu 1918 wziął udział w I Zjeździe KPRP (KPP). W 1919 współorganizował strajk robotników rolnych. Od początku 1920 w Komitecie Warszawskim KPRP. Uczestnik II (luty 1921, Warszawa) i III (1922, Gdańsk) Konferencji KPRP; na III Konferencji został członkiem KC KPRP i kierownikiem Wydziału Rolnego KC. Redagował pismo chłopskie "Pług". 6 czerwca 1924 aresztowany i mimo obrony adwokata Teodora Duracza w styczniu 1925 skazany na 3 lata więzienia. Po zwolnieniu w sierpniu 1928 wziął udział w VI Kongresie Kominternu w Moskwie. 1928-1930 współpracownik legalnego pisma Zjednoczenia Lewicy Chłopskiej "Samopomoc" "Chcę poznać wszystko". 1931-1933 był wiceprzewodniczącym Zarządu Głównego Związku Pracowników Ubezpieczeniowych. W 1934 po oskarżeniach o trockizm zakończył działalność w KPP. Po wojnie został sekretarzem generalnym Związku Zawodowego Bankowców i Ubezpieczeniowców. Nie brał udziału w życiu politycznym, gdyż był nieufanie traktowany przez kierownictwo partyjne z powodu swojego stanowiska po 1934. 1946-1954 był członkiem Rady ZUS, a 1948-1949 redaktorem w Spółdzielczym Instytucie Naukowym. Przywrócony w prawach członkowskich PZPR po 1956 roku. Został pochowany na Cmentarzu Komunalnym na Powązkach (kwatera BII30-3-29).